# 向衣琴
向衣 琴（むかい こと、1981年10月13日 - ）は、日本の女優、ナレーター、モデル。宮城県出身。

## 人物
- 血液型：B型
- 特技：テニス（3年間）、殺陣
- 趣味：絵を描くこと、料理、映画鑑賞

## 出演

### テレビドラマ
- 小悪魔な女になる方法（2005年9月27日、フジテレビ）- 女子高生 役
- 事件救命医 〜IMATの奇跡2〜（2014年6月15日、テレビ朝日）- ディレクター 役
- Doctor-X〜外科医・大門未知子〜（2014年10月30日、テレビ朝日）- 第4話：ディレクター 役
- Nのために（2014年11月14日、TBS）- 第5話：母親 役
- 平成猿蟹合戦図（2014年11月15日-12月20日、WOWOW）- 蘭のホステス 役
- 問題のあるレストラン（2015年3月12日、フジテレビ）- 第9話：30代女性 役
- 紅白が生まれた日（2015年3月21日、NHK） - 歌手役
- 死の臓器（2015年、WOWOW）第3話：看護師 役
- ナポレオンの村（2015年8月9日、TBS、日曜劇場）- 第3話
- SICKS〜みんながみんな、何かの病気〜（2015年10月10日、TX）- 第1話：女優 役
- 下町ロケット（2015年10月18日、TBS）- 第1話：管制官 役（声のみ）
- 大杉探偵事務所（2015年11月2日、TBS・11月15日、WOWOW）-  小池夫婦の妻役
- グッドパートナー 無敵の弁護士（2016年、テレビ朝日）- 臨床工学技士 役
- 僕のヤバイ妻（2016年6月7日、 KTV）- 第8話：小暮聡子 役（スチール）
- 不機嫌な果実（2016年6月10日、テレビ朝日）- 第7話：教会スタッフ 役
- はじめまして、愛しています。（2016年7月21日、テレビ朝日）- 第2話：母親 役
- 黒い十人の女（2016年11月24日、YTV）- 第9話：受付 役
- 刑事吉永誠一14ファイナル（2016年12月28日、TX 水曜ミステリー9）- 津村真奈美 役
- ふれなばおちん（2016年、NHK BSプレミアム）
- ウルトラマンオーブ THE ORIGIN SAGA（2017年1月2日、 Amazonオリジナル）- 第2話：アマテ幼少期母親 役
- 君に捧げるエンブレム（2017年1月3日、フジテレビ、新春ドラマスペシャル）客 役
- 嫌われる勇気（2017年1月12日、フジテレビ）- 第1話：母 役
- CRISIS 公安機動捜査隊特捜班（2017年4月15日、KTV）- 第3話：石井 役
- 愛してたって、秘密はある。（2017年8月20日、NTV）- 第6話：看護師 役
- コード・ブルー -ドクターヘリ緊急救命- THE THIRD SEASON（2017年9月8日、フジテレビ）第8話：慎一の母 役
- オトナ高校 エピソード0（2017年10月8日、 AbemaTV）- 店員 役
- プリズンホテル（2017年10月28日、 BS-JAPAN）- 第4話：レポーター 役
- スニッファー スペシャル（2018年3月21日、NHK）佐伯の妻 役
- 花のち晴れ〜花男 Next Season〜（2018年4月24日、TBS）- 第2話：母親 役
- ドラマ24 GIVER 復讐の贈与者（2018年8月12日、テレビ東京）- 第6話：マンション住民 役
- 星屑リベンジャーズ（2018年9月3日、AbemaTV）- 第6話：看護師 役
- スキャンダル弁護士 QUEEN（2019年1月10日、フジテレビ）- 第1話：スタイリスト 役
- グッドワイフ（2019年1月13日、TBS）- 第1話：記者 役
- 僕の初恋をキミに捧ぐ（2019年2月2日、テレビ朝日） - 第3話：先生 役
- トレース〜科捜研の男〜（2019年2月4日、フジテレビ）- 第5話：喫茶店の客 役
- 記憶捜査〜新宿東署事件ファイル〜（2019年2月15日、テレビ東京）- 第5話：銀行員 役
- インハンド（2019年4月12日、TBS）- 第1話：救命看護師 役
- 白衣の戦士!（2019年4月17日、NTV）- 第2話：看護師 役

### CM
- 「アリナミンEX プラス」（2012年）
- 「ネスカフェ アンバサダー」（2012年）
- 「ロッテ のど飴」WEB（2014年11月3日 - 1クール）
- 「代々木ゼミナール」グラフィック / WEB（2015年1月1日 - 1年間）
- 「Panasonic冷蔵庫2015年カタログモデル」（2015年）
- 「イトーヨーカドー クリスマスケーキ予約販売」（2015年10月1日 - 1クール）
- 「キッコーマン生しょうゆ」（2016年3月31日 - 1年間）
- 「P&G　レノア」WEB（2015年11月1日 - 1年間）
- 環境省 温暖化防止キャンペーン「Cool Choice」（2015年11月1日 - 1年間）
- 「antenna（アンテナ）」WEB（2016年3月10日 - 1年）
- 「ニチバン ケアリーブ CF」（2016年7月16日 - 1年間）
- 「BOSCH エアコンフィルター」（2016年7月 - 1年間）
- 「アガツマ マイフレンドテディ」（2016年2月26日 - 1年間）
- 雫石町移住促進PR動画「あなたにしか、出会えない場所がある。」（2017年3月 - ）[2]
- 「Timetree(カレンダーシェアアプリ)」（2017年4月2日 - 1クール）
- 「三菱電機インフォメーションシステムズ」（2017年4月1日 - 1年間）
- 「ブリヂストン タイヤ館」WEB（2018年11月 - ）
- 「YKK AP ミモット」WEB（2018年11月 - ）
- 「ジーンライフ 遺伝子検査キットgenesis2.0」WEB（2018年12月 - ）
- 「日産 リーフ」（2019年2月 - ）

「YKKAP Web展示会ナビゲーター」(2020年～2021年)
「YKKAP 顔認証ドア」(2021年～)
「DMMほけん」(2022年～)

### ナレーション
- 産婦人科TV（2012年）
- 森永ダースCM（2012年）
- 連続ドラマW 平成猿蟹合戦図（2014年11月15日 - 12月20日、WOWOW）

### PV
- 「Sub Focus」（2013年）主演（Turn It Around Ft.kele）
- 塩ノ谷早耶香 「それでも世界は美しい」（行定勲監督、2014年）

### モデル
- 岩井俊二監督 ロサンゼルス個展モデル（2013年4月27日 - 5月2日）[3]
- AERA（2015年）
- じゃらん（2016年）